# Андриянов, Иван Алексеевич
Иван Алексеевич Андриянов (1830 — после 1904) — русский военачальник, донской казак, участник трёх войн, генерал от кавалерии (1893).

## Биография
Выходец из дворянства Войска Донского, из казачьего дворянского рода Андрияновых. Образование получил в 1-м Кадетском корпусе, откуда был выпущен в 1848 году подпоручиком в Лейб-гвардии Донскую батарею. В следующем году, в составе батареи, участвовал в походе против венгров, по возвращении из которого поступил в Императорскую военную академию. Окончил её в 1854 году с переводом в Генеральный штаб. Назначенный дивизионным квартирмейстером 10-й пехотной дивизии, Андриянов вошел с нею в состав Севастопольского гарнизона, и принял участие в обороне Севастополя во время Крымской войны, а также в сражениях при Инкермане и на Черной речке. Воспоминания об этих событиях генерал Андриянов спустя полвека опубликовал в «Военном Сборнике» (1903 и 1904 годы). 
В 1861 году, в чине полковника, вышел было в отставку. Однако, 16 лет спустя, с началом новой Русско-Турецкой войны, вернулся на службу генерал-майором и получил под своё командование сперва 2-ю бригаду 1-й Донской казачьей дивизии, а затем всю 3-ю Донскую казачью дивизию, с которою вошел в составь Нижне-Дунайского отряда генерал-лейтенанта А. Э. Циммермана и принял участие в делах при Меджидие, Чабан-Куюсу, Каракилисе, Ормане и Хаджи-Оглу-Базарджике.
После окончания войны дивизия была расформирована, а генерал Андриянов числился сперва состоящим по войску Донскому, а в 1880 году был прикомандирован к Главному управлению казачьих войск.
В 1883 году Андриянов был назначен начальником 1-й Донской казачьей дивизией, расквартированной в Варшавском военном округе, и командовал ею на протяжении 10 лет. Получив на службе чин генерал-лейтенанта, в 1893 году он вышел в отставку с повышением до генерала от кавалерии. 
Генерал Андриянов считался образованным и прогрессивно мыслящим военачальником, принимал участие в работе по преобразованию казачьих войск и кавалерии вообще в рамках военных реформ Александра Второго.

## Награды
- Орден Святого Владимира 2 степени с мечами.
- Орден Святого Владимира 3 степени с мечами.
- Орден Святой Анны 1 степени с мечами.
- Орден Святой Анны 2 степени с мечами.
- Орден Святой Анны 3 степени с бантом.
- Орден Святой Анны 4 степени с надписью «За храбрость».
- Орден Святого Станислава 1 степени с мечами.
- Орден Святого Станислава 2 степени с мечами и императорской короной.